# Peddy-paper
Nota linguística: Peddy-paper é uma palavra criada utilizando elementos da língua inglesa, mas que é apenas compreensível em Portugal.
O peddy-paper é uma prova pedestre de orientação para equipas, que consiste num percurso ao qual estão associadas perguntas ou tarefas correspondentes aos diferentes pontos intermédios (ou postos) e que podem determinar a passagem à parte seguinte do percurso.
O peddy-paper é uma atividade lúdica geralmente ligada à aquisição de conhecimentos sobre um determinado tema ou local.
O acesso generalizado à fotografia digital tornou-a cada vez mais popular como prova de realização das tarefas determinadas.
Peddy-paper também pode ser uma atividade ao estilo de "caça ao tesouro".

## Etimologia
O termo rallie-papier (ou rallye-papier), que terá chegado à língua portuguesa através do francês, ficou, em Portugal, associado exclusivamente a provas realizadas em veículo automóvel, devido à associação do termo com o desporto do rali. O termo peddy-paper foi criado para a variante pedestre.

## Exemplos
- «PEDDY-PAPER Descobrir Brunhoso» (PDF)